# Jordan Thompson (Fußballspieler)
Jordan Thompson  (* 3. Januar 1997 in Belfast) ist ein nordirischer Fußballspieler, der bei Stoke City unter Vertrag steht.

## Karriere

### Verein
Jordan Thompson spielte bis zum Jahr 2015 in der Jugendakademie von Manchester United. Im Sommer 2015 wechselte er zu den Glasgow Rangers nach Schottland. Der Nachwuchsspieler der zunächst in der Youth Academy der Rangers eingesetzt wurde, konnte während Trainingseinheiten bei der ersten Mannschaft dessen Trainer Mark Warburton mit seinem Talent überzeugen, sodass er einige Male in den Profikader berufen wurde. Am 7. November 2015 debütierte er für die Rangers am 13. Spieltag der Scottish Championship 2015/16 gegen Alloa Athletic, als er für Andy Halliday eingewechselt wurde.
Im Juni 2018 wechselte der ablösefreie Thompson zum englischen Drittligisten FC Blackpool und unterschrieb einen Zweijahresvertrag. Für Blackpool bestritt er 38 Spiele in der EFL League One 2018/19 und erzielte drei Tore für den Tabellenzehnten. Nach einer weiteren Hinrunde als Stammspieler im Mittelfeld des Vereins, gab am 17. Januar 2020 der englische Zweitligist Stoke City die Verpflichtung des 23-Jährigen bekannt. Mit seinem neuen Verein verbrachte er die folgenden zweieinhalb Spielzeiten im Mittelfeld der EFL Championship.

### Nationalmannschaft
Im Mai 2018 gab Thompson in einem Freundschaftsspiel gegen Panama sein Debüt in der nordirischen Nationalmannschaft.